# لغات يهودية

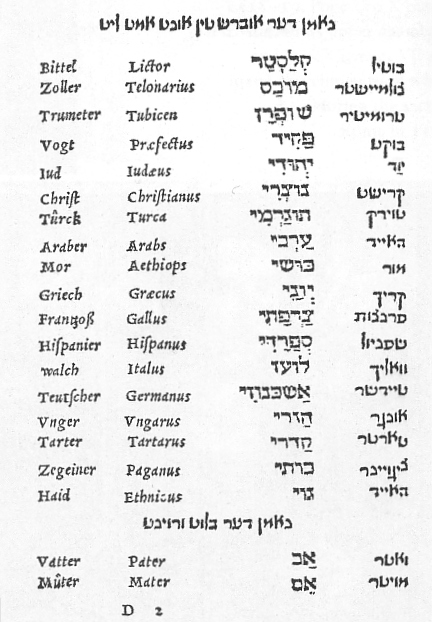

اللغات اليهودية هي مجموعة من اللغات التي نشأت وتطورت ضمن الجماعات اليهودية في أوروبا، آسيا وشمال أفريقيا. تطور اللغات اليهودية أخذ في معظم الأحيان منحا واحدا تمثل بإضافة مفردات وتعابير عبرية على اللغات السائدة في المجتمعات التي سكنتها الجماعات اليهودية، حيث استعملت للتعبير عن اهتمامات وأفكار يهودية خاصة. حافظت هذه اللغات اليهودية ولفترات طويلة على مفردات وبنى لغوية كانت قد تبدلت أو زالت كليا من اللغات الأصلية التي انحدرت منها. يعزى ذلك للطبيعة الانعزالية لمعظم الجماعات اليهودية.

## قائمة اللغات اليهودية

### اللغات الأفروآسيوية
- سامية: لغة عبرية، لغة آرامية (آرامية يهودية أو آرامية تلمودية)، لغة آرامية جديدة، لغة عربية يهودية (عدّة لهجات، ليبية يهودية، عراقية يهودية، مغربية يهودية، تونسية يهودية، مصرية يهودية، جزائرية يهودية.
- كوشية: لغة كايلا، قوارا، كايلينيا

### لغات هندوأوروبية
- جرمانية: لغة يديشية
- إيطالية: لغة لاتينية يهودية، لغات رومنسية يهودية: لادينو، شواديت، لغة صرفتية، لغة يهودية إيطالية، لغة آراغونية يهودية
- سلاڤية: كنانية
- يونانية: يڤانية
- اندوايرانية: لغات فارسية يهودية: بخارية يهودية، دجهيدي؟ يزدي يهودية كرمانية يهودية شيرازية يهودية اصفهانية يهودية همدانية يهودية كاشانية يهودية كردية يهودية